# نبيهة لطفي
نبيهة لطفي (28 يناير 1937 -17 يونيو 2015 )، مخرجة وممثلة لبنانية.

## حياتها
ولدت في صيدا بلبنان وكانت قد التحقت بالجامعة الأميركية في بيروت عام 1953 وطردت منها في عام 1955 وهي في سن الثامنة عشرة نتيجة نشاطها السياسي ثم هاجرت للدراسة في القاهرة حيث درست الأدب ومنحها جمال عبد الناصر منحاً إلى الجامعات المصرية ثم التحقت في المعهد العالي للسينما عام 1960 ، وكانت ضمن الفوج الأول الذي تخرج من المعهد عام 1964 مع «سلافة جاد الله» وهي أول سينمائية فلسطينية وعملت مساعدة مخرج في العديد من الأفلام الروائية قبل أن تكرس نشاطها الفني للأفلام الوثائقية والتسجيلية، شاركت في تأسيس جماعة السينما الجديدة عام 1986 وعملت في مركز الفيلم التجريبي تحت اشراف شادي عبد السلام، لها العديد من الكتابات النقدية في السينما وساهمت في تأسيس جمعية السينمائيات عام 1990 وهي عضو في مجلس إدارة التسجيليين العرب.
منحها الرئيس اللبناني إميل لحود «وسام الأرز الوطني من رتبة فارس» وذلك خلال حفل التكريم الذي أقامته لها بلدية مدينة صيدا مسقط رأس لطفي، «تقديراً لإبداعها في مجال السينما التسجيلية».
مثلت في دور في فيلم رسائل البحر مع بسمة وآسر ياسين.

## وفاتها
توفيت يوم الأربعاء 17 يونيو 2015 في مستشفى بالقاهرة عن عمر يناهز 78 عاما، بعد تعرضها لمتاعب صحية لعدة أشهر.

## روابط خارجية
- نبيهة لطفي على موقع IMDb (الإنجليزية)
- نبيهة لطفي على موقع الدهليز
- نبيهة لطفي على موقع قاعدة بيانات الأفلام العربية